# Фермо (округ)
Округ Фермо (итал. Provincia di Fermo) је округ у оквиру покрајине Марке у средишњој Италији. Седиште округа покрајине и највеће градско насеље је истоимени град Фермо.
Површина округа је 859,51 km², а број становника 176.488 (2008. године).

## Природне одлике
Округ Фермо чини јужни део историјске области Марке. Он се налази у средишњем делу државе, са изласком на Јадранско море на истоку. На западу се налази средишњи део планинског ланца Апенина. Између њих налази се бреговито подручје познато по виноградарству и производњи вина.

## Становништво
По последњим проценама из 2008. године у округу Фермо живи преко 175.000 становника. Густина насељености је изузетно велика, преко 200 ст/км². Источна, приморска половина округа је знатно боље насељена, нарочито око града Ферма. Западни, планински део је ређе насељен и слабије развијен.
Поред претежног италијанског становништва у округу живе и велики број досељеника из свих делова света.

## Општине и насеља
У округу Фермо постоји 40 општина (итал. Comuni).
Најважније градско насеље и седиште округа је град Фермо (38.000 ст.) у средишњем делу округа. Други по величини је град Порто Сант Елпидио (25.000 ст.) у северном делу округа.